# Roberto Cravero
Roberto Cravero (3. leden 1964, Venaria Reale, Itálie) je bývalý italský fotbalový obránce. I když byl v nominaci na ME 1988, neodehrál zde žádné utkání. Byl na OH 1988.
Byl odchovancem Turína, za který debutoval v nejvyšší lize v sezoně 1981/82 ve věku 18 let. V letech 1983 až 1985 hrál v Ceseně, kde byl poslán na hostování. Po návratu do mateřského klubu se stal na sedm sezon jejím důležitým hráčem a poté i kapitánem. V sezoně 1991/92 postoupil do finále poháru UEFA, kde ale podlehl Ajaxu. V následující sezoně odešel za 7,5 miliard lir do Lazia, kde odehrál tři sezony. Poté se vrátil do Turína a v roce 1998 ukončil kariéru.

## Hráčská statistika
| Sezóna  | Klub   | Liga    | Liga   | Liga | Ligové poháry | Ligové poháry | Ligové poháry | Kontinentální poháry | Kontinentální poháry | Kontinentální poháry | Celkem | Celkem |
| Sezóna  | Klub   | Soutěž  | Zápasy | Góly | Soutěž        | Zápasy        | Góly          | Soutěž               | Zápasy               | Góly                 | Zápasy | Góly   |
| ------- | ------ | ------- | ------ | ---- | ------------- | ------------- | ------------- | -------------------- | -------------------- | -------------------- | ------ | ------ |
| 1981/82 | Turín  | Serie A | 1      | 0    | IP            | 0             | 0             | -                    | 0                    | 0                    | 1      | 0      |
| 1982/83 | Turín  | Serie A | 0      | 0    | IP            | 0             | 0             | -                    | 0                    | 0                    | 0      | 0      |
| 1983/84 | Cesena | Serie B | 33     | 2    | IP            | 0             | 0             | -                    | 0                    | 0                    | 33     | 2      |
| 1984/85 | Cesena | Serie B | 34     | 3    | IP            | 0             | 0             | -                    | 0                    | 0                    | 34     | 3      |
| 1985/86 | Turín  | Serie A | 8      | 0    | IP            | 5             | 0             | UEFA                 | 2                    | 0                    | 15     | 0      |
| 1986/87 | Turín  | Serie A | 28     | 3    | IP            | 6             | 0             | UEFA                 | 8                    | 0                    | 42     | 3      |
| 1987/88 | Turín  | Serie A | 29+1   | 3    | IP            | 12            | 0             | -                    | 0                    | 0                    | 42     | 3      |
| 1988/89 | Turín  | Serie A | 29     | 3    | IP            | 4             | 0             | -                    | 0                    | 0                    | 33     | 3      |
| 1989/90 | Turín  | Serie B | 34     | 6    | IP            | 1             | 0             | -                    | 0                    | 0                    | 35     | 6      |
| 1990/91 | Turín  | Serie A | 30     | 1    | IP            | 6             | 1             | Stř.P                | 1                    | 0                    | 37     | 2      |
| 1991/92 | Turín  | Serie A | 24     | 1    | IP            | 4             | 0             | UEFA                 | 10                   | 0                    | 38     | 1      |
| 1992/93 | Lazio  | Serie A | 30     | 3    | IP            | 4             | 0             | -                    | 0                    | 0                    | 34     | 3      |
| 1993/94 | Lazio  | Serie A | 29     | 5    | IP            | 1             | 0             | UEFA                 | 2                    | 2                    | 32     | 7      |
| 1994/95 | Lazio  | Serie A | 23     | 2    | IP            | 7             | 2             | UEFA                 | 7                    | 1                    | 37     | 5      |
| 1995    | Lazio  | Serie A | 0      | 0    | IP            | 1             | 0             | -                    | 0                    | 0                    | 1      | 0      |
| 1995/96 | Turín  | Serie A | 20     | 0    | IP            | 0             | 0             | -                    | 0                    | 0                    | 20     | 0      |
| 1996/97 | Turín  | Serie B | 17     | 0    | IP            | 0             | 0             | -                    | 0                    | 0                    | 17     | 0      |
| 1997/98 | Turín  | Serie B | 13+1   | 0    | IP            | 3             | 0             | -                    | 0                    | 0                    | 17     | 0      |
| Celkem  | Celkem | Celkem  | 384    | 32   | -             | 54            | 3             | -                    | 30                   | 3                    | 468    | 38     |

## Hráčské úspěchy

### Klubové
- 1× vítěz 2. italské ligy (1989/90)
- 1× vítěz středoevropského poháru (1991)

### Reprezentační
- 1× na ME (1988)
- 1× na OH (1988)
- 2× na ME U21 (1986 - stříbro, 1990 - bronz)